# Estádio D. Manuel de Mello
O Estádio D. Manuel de Mello era um recinto com capacidade para cerca de 6 217 espectadores ou 10 500 com peão, onde o FC Barreirense disputou os seus jogos de futebol entre 1952 e 2007.
Os primórdios deste estádio datam do ano 1914. Num terreno alugado pelo FC Barreirense, numa antiga área comunal de cultivo, ladeado por duas cordoarias, conhecido como Campo do Rossio (o Barreiro tinha outras duas áreas comunais de cultivo: Palmeiras e Silveiros), o recinto começou a ser erguido com a ajuda de trabalho voluntário dos sócios, muitos deles operários das fábricas da CUF.
Depois do Campo do Rosário, do Campo da Quinta José Alves (até 1914), do Campo do Rossio (1914 até 1932 e 1938 até 1952) e do Estádio do Lumiar (1932 até 1938), o Estádio D. Manuel de Mello constituiu-se num símbolo da mística do FC Barreirense, que viveu neste relvado alguns dos momentos mais importantes da sua história. Este recinto encontrava-se no centro da cidade do Barreiro e ficou famoso pelo seu ambiente hostil para todos os adversários do FC Barreirense.
Por este palco passaram grandes equipas nacionais como o SL Benfica, o Sporting CP ou o FC Porto e internacionais como o GNK Dinamo Zagreb da Croácia e as seleções de Sub-19 da Suécia e da Rússia. Também alguns dos melhores futebolistas portugueses de todos os tempos mostraram o seu talento neste estádio, não apenas envergando a camisola do FC Barreirense, como José Augusto, Manuel Bento e Fernando Chalana, mas também jogando na condição de adversários, como Eusébio (SL Benfica) ou Luís Figo (Sporting CP), ambos vencedores do Ballon d'Or.
Em 16 de Setembro de 2007 foi realizado o último jogo no relvado do Estádio D. Manuel de Mello. No início de 2008 iniciou-se a sua demolição e o novo campo de jogos do FC Barreirense foi concluido em 2014 na zona da Verderena, no Barreiro.

## Datas Importantes
- A 14 de Fevereiro de 1952, em Assembleia Geral foi deliberado que o renovado Campo do Rossio (desde 1946 recebeu obras de melhoramentos) se passasse a denominar "Estádio D. Manuel de Mello", como gratidão para com a administração da Companhia União Fabril, que muito ajudara nos benefícios ao recinto.
- No dia 24 de Fevereiro de 1952 o recém denominado Estádio D. Manuel de Mello recebeu o seu primeiro jogo oficial. o FC Barreirense derrota o Clube Oriental de Lisboa por 8-2, em jogo a contar para a Iª Divisão. Décio marcou logo no primeiro minuto da partida o primeiro golo no Estádio D. Manuel de Mello, tendo apontado no total 6 golos nesse jogo.
- A 22 de Março de 1953 o FC Barreirense bate o FC Porto por 4-0, sendo esta a maior vitória de sempre do FC Barreirense contra um grande do futebol português.
- No dia 21 de Novembro de 1954, o FC Barreirense vence o SL Benfica por 3-0, sendo esta a maior vitória de sempre do FC Barreirense contra o SL Benfica.
- A 25 de Setembro de 1955, com a goleada ao SC Braga por 7-0, o FC Barreirense alcança a sua vitória mais dilatada na Iª Divisão neste estádio.
- No dia 15 de Maio de 1960, a vitória do FC Barreirense frente ao Almada AC por 4-0, garantiu ao clube a subida à Iª Divisão.
- A 12 de Março de 1961, o FC Barreirense derrota o Sporting CP por 3-1. Este resultado constitui a maior vitória do FC Barreirense contra este adversário.
- Numa década onde o FC Barreirense era conhecido como o clube do "sobe e desce", o FC Barreirense garante o apuramento para a final da IIª Divisão e a subida à Iª Divisão, após uma vitória por 3-0 frente ao SC Olhanense a 2 de Maio de 1965.
- A 26 de Setembro de 1966 decorreu a cerimónia de (re)inauguração após as obras de reestruturação deste estádio num desafio frente ao Alhandra SC para a 2ª Divisão Nacional. O relvado do Estádio D. Manuel de Mello foi inaugurado neste dia.
- No dia 4 de Janeiro de 1970, o FC Barreirense derrota em casa a A. Académica de Coimbra por 4-1, num jogo marcado pelo golo de baliza a baliza do guarda-redes Manuel Bento aos 49 minutos, estabelecendo na ocasião o 2-1.
- No dia 16 de Setembro de 1970, o Estádio D. Manuel de Mello recebe pela primeira vez uma partida a contar para uma competição europeia. No jogo a contar para a primeira eliminatória da Taça das Cidades com Feiras (posteriormente Taça UEFA e actualmente denominada Liga Europa) o FC Barreirense vence o GNK Dinamo Zagreb por 2-0 com golos de Serafim e Campora.
- Já em Fevereiro de 1976 foi inaugurada a iluminação do campo de jogos, numa pequena festa e num jogo frente ao CF Belenenses que o FC Barreirense venceu por 2-1.
- A 10 de Junho de 1979, o FC Barreirense perdeu contra o Vitória de Setúbal por 0-1, naquela que seria a última partida oficial do clube na Iª Divisão disputada no Estádio D. Manuel de Mello.
- A 29 de Novembro de 1992 decorreu o último jogo oficial entre o FC Barreirense e um clube grande do futebol nacional, o Sporting CP. Num jogo a contar para a Taça de Portugal, o FC Barreirense foi derrotado por 0-1, num jogo muito bem disputado com várias oportunidades de golo para ambas as equipas. O golo do Sporting CP foi marcado em cima do minuto 90.
- No dia 20 de Maio de 2001 houve uma chuva de golos no Estádio D. Manuel de Mello. O FC Barreirense derrotou o Portimonense SC por 7-4. Os 11 golos marcados nesta partida constituem um record no que diz respeito a jogos oficiais neste estádio.
- A 31 de Março de 2003, o Estádio D. Manuel de Mello recebeu pela primeira vez na sua história um jogo oficial de selecções a contar para o grupo 3 da segunda fase de apuramento para o campeonato da Europa Sub-19 da UEFA. A Rússia derrotou a Suécia por 2-1.
- No dia 28 de Maio de 2005, o FC Barreirense via-se obrigado a derrotar em casa o União Micaelense, para efectivar a subida à IIª Liga. Com a vitória por 2-1, o FC Barreirense sagra-se campeão da IIª Divisão B e festeja a subida à Liga de Honra.
- A 27 de Julho de 2005, o FC Barreirense é derrotado pelo SL Benfica por 0-1, naquele que seria o último jogo amigável com um grande no Estádio D. Manuel de Mello.
- A 16 de Setembro de 2007, foi realizado o último jogo no relvado do  Estádio D. Manuel de Mello. O FC Barreirense recebeu o Silves FC em jogo a contar para a 3ª jornada do Campeonato Nacional da IIIª Divisão Série F. A vitória sorriu aos alvi-rubros que bateram os algarvios por 2-0, com golos de Nuno Rolo (g.p.) e Pedro Saianda, jogador formado no clube, que assim apontou o último golo neste mítico estádio.

## Tabela de Jogos Históricos no Estádio D. Manuel de Mello
| Data       | Visitado       | Resultado | Visitante                | Acontecimentos |
| ---------- | -------------- | --------- | ------------------------ | --- |
| 24/02/1952 | FC Barreirense | 8-2       | Clube Oriental de Lisboa | Primeiro jogo oficial (Iª Divisão) no Estádio D. Manuel de Mello e record de golos do FC Barreirense num jogo neste estádio. Primeiro golo marcado por Décio. |
| 22/03/1953 | FC Barreirense | 4-0       | FC Porto                 | Maior vitória de sempre do FC Barreirense contra um clube grande do futebol português. (Iª Divisão)                                                           |
| 21/11/1954 | FC Barreirense | 3-0       | SL Benfica               | Maior vitória de sempre do FC Barreirense contra o SL Benfica. (Iª Divisão)                                                                                   |
| 25/09/1955 | FC Barreirense | 7-0       | SC Braga                 | Maior vitória de sempre do FC Barreirense na Iª Divisão no Estádio D. Manuel de Mello. (*)                                                                    |
| 15/05/1960 | FC Barreirense | 4-0       | Almada AC                | Subida do FC Barreirense à Iª Divisão e apuramento para a final da IIª Divisão.                                                                               |
| 13/03/1961 | FC Barreirense | 3-1       | Sporting CP              | Maior vitória de sempre do FC Barreirense contra o Sporting CP na Iª Divisão. (**)                                                                            |
| 02/05/1965 | FC Barreirense | 3-0       | SC Olhanense             | Subida do FC Barreirense à Iª Divisão e apuramento para a final da IIª Divisão.                                                                               |
| 26/09/1966 | FC Barreirense | 2-2       | Alhandra SC              | Cerimónia de (re)inauguração do Estádio D. Manuel de Mello após obras de reestruturação. (IIª Divisão)                                                        |
| 04/01/1970 | FC Barreirense | 4-1       | A. Académica Coimbra     | Jogo marcado pelo golo de baliza a baliza do guarda-redes Manuel Bento. (Iª Divisão)                                                                          |
| 16/09/1970 | FC Barreirense | 2-0       | GNK Dinamo Zagreb        | Primeiro e único jogo a contar para uma competição internacional (Taça das Cidades com Feiras) de clubes no Estádio D. Manuel de Mello.                       |
| ??/02/1976 | FC Barreirense | 2-1       | CF Belenenses            | Festa de inauguração da iluminação do campo de jogos. |
| 10/06/1979 | FC Barreirense | 0-1       | Vitória de Setúbal       | Última partida oficial do FC Barreirense na Iª Divisão disputada no Estádio D. Manuel de Mello.                                                               |
| 02/12/1990 | SC Farense     | 0-1       | Sporting CP              | Última partida oficial da Iª Divisão disputada no Estádio D. Manuel de Mello (SC Farense a jogar em casa emprestada).                                         |
| 29/11/1992 | FC Barreirense | 0-1       | Sporting CP              | Último jogo oficial (Taça de Portugal) de um grande do futebol português no Estádio D. Manuel de Mello.                                                       |
| 20/05/2001 | FC Barreirense | 7-4       | Portimonense SC          | Record de golos num jogo oficial no Estádio D. Manuel de Mello. (IIª Divisão B)                                                                               |
| 31/03/2003 | Suécia Sub-19  | 1-2       | Rússia Sub-19            | Primeiro e único jogo oficial de selecções no Estádio D. Manuel de Mello.                                                                                     |
| 28/05/2005 | FC Barreirense | 2-1       | Clube União Micaelense   | Subida do FC Barreirense à IIª Liga. |
| 27/07/2005 | FC Barreirense | 0-1       | SL Benfica               | Último jogo amigável com um grande do futebol português neste estádio.                                                                                        |
| 16/09/2007 | FC Barreirense | 2-0       | Silves FC                | Último jogo no Estádio D. Manuel de Mello. Último golo apontado por Pedro Saianda.                                                                            |

(*) A maior goleada do FC Barreirense na Iª Divisão foi porém contra o Vitória SC Guimarães por 11-1 na temporada 1941/1942, ainda no antigo Campo do Rossio. No Estádio D. Manuel de Mello, o FC Barreirense ganhou por 7-0 noutras quatro ocasiões: em 1966/1967 contra os SGS Leões Santarém (IIª Divisão - Zona Sul), na época 1977/1978 contra o CD Nacional (IIª Divisão - Zona Sul), em 1988/1989 contra o GD Atouguiense (Taça de Portugal) e na época 1989/1990 contra o SU Sintrense (IIª Divisão - Zona Sul).

(**) A maior goleada do FC Barreirense contra o Sporting CP aconteceu no dia 23/04/1933 num jogo a contar para o Campeonato de Lisboa. O resultado final foi: FC Barreirense 5-1 Sporting CP.

## Tabela de Jogos Históricos no Campo do Rossio (predecessor do Estádio D. Manuel de Mello)[3]
| Data       | Visitado       | Resultado | Visitante            | Acontecimentos                                                                                       |
| ---------- | -------------- | --------- | -------------------- | --- |
| 01/12/1923 | FC Barreirense | 2-0       | Real Union Huelva    | Primeiro jogo internacional de sempre do FC Barreirense.                                             |
| 03/12/1923 | FC Barreirense | 5-1       | Real Union Huelva    | - |
| 02/07/1924 | FC Barreirense | 7-1       | Titán FC Huelva      | Maior goleada do FC Barreirense em jogos amigáveis internacionais.                                   |
| 03/07/1924 | FC Barreirense | 3-1       | Titán FC Huelva      | - |
| 01/01/1931 | FC Barreirense | 4-3       | SK Meteor Praha VIII | Último jogo internacional no Campo do Rossio.                                                        |
| 23/01/1938 | FC Barreirense | 1-1       | Académico FC         | Primeiro jogo de sempre do FC Barreirense na Iª Divisão no Campo do Rossio.                          |
| 10/05/1942 | FC Barreirense | 11-1      | Vitória SC Guimarães | Maior goleada de sempre do FC Barreirense na Iª Divisão.                                             |
| 03/06/1951 | FC Barreirense | 1-0       | Lusitano GC Évora    | Subida do FC Barreirense à Iª Divisão. (IIª Divisão)                                                 |
| 10/02/1952 | FC Barreirense | 3-1       | Atlético CP          | Último jogo no Campo do Rossio (Iª Divisão). Último golo marcado por Raúl Pinheiro (FC Barreirense). |